# Oscar Anderson House Museum

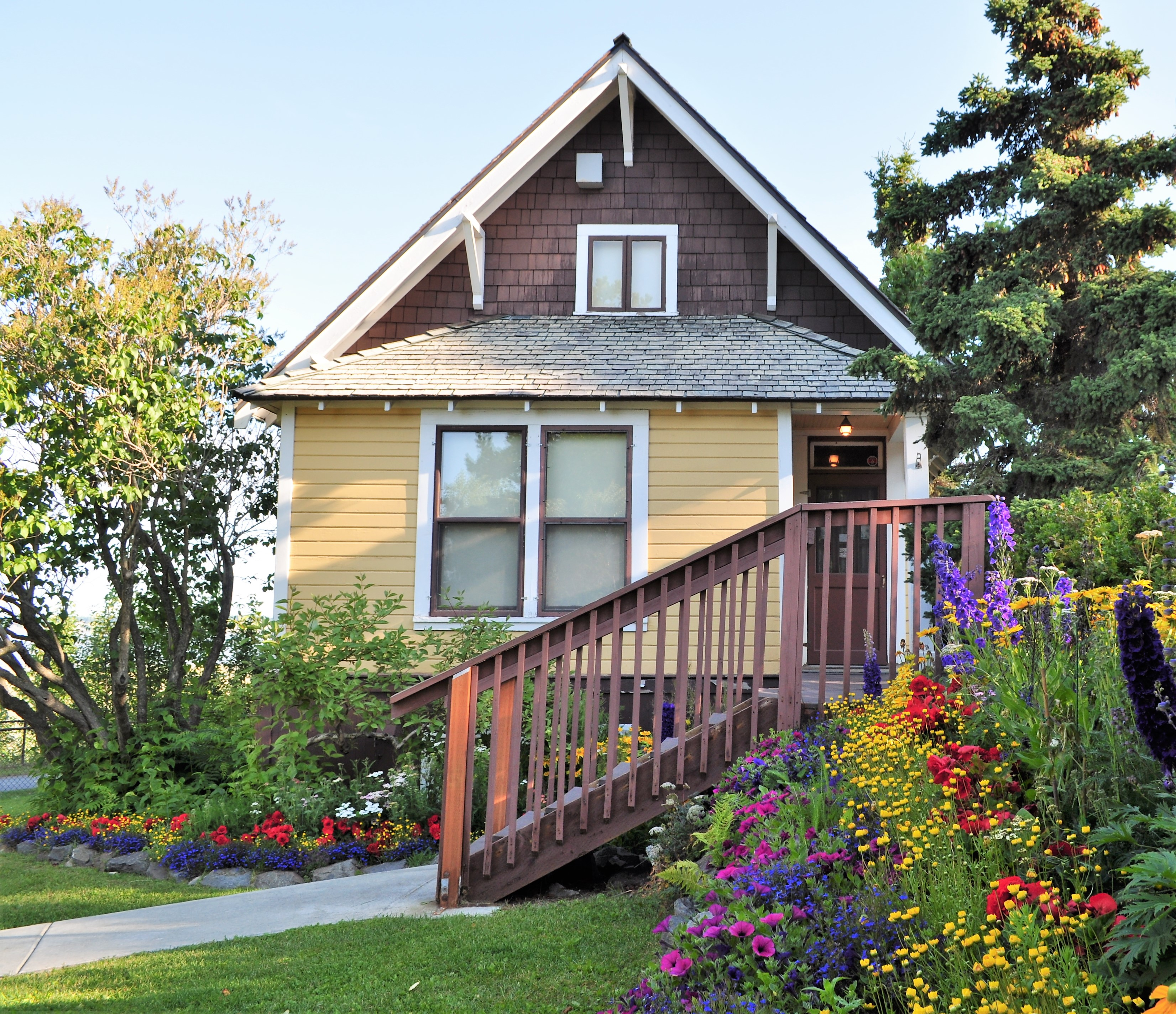
Oscar Anderson House im Jahre 2012

Das Oscar Anderson House Museum ist ein historisches Museum in der Innenstadt von Anchorage im US-Bundesstaat Alaska. Das Gebäude liegt im Elderberry Park und wurde 1915 von Oscar Anderson erbaut. Anderson behauptete, der 18. Mensch zu sein, der das heutige Anchorage betrat. Das Gebäude war das erste Holzrahmenhaus in Anchorage und wurde bis zu seinem Tod 1974 von Anderson bewohnt. Das Haus wurde zwischen 1978 und 1982 komplett restauriert und ist heute als historisches Hausmuseum geöffnet. Es wurde im Juni 1978 als Bauwerk in das National Register of Historic Places eingetragen.